# Meer van Varna
Het Meer van Varna of Varnameer (van 14 maart 1950 tot 19 januari 1962 bekend als het Stalinmeer) is een liman in de regio Varna, ten westen van de Bulgaarse stad Varna. 
Het meer wordt voornamelijk gevoed door de bronnen in de buurt van Devnja, via het Beloslav-meer.Verschillende kleine rivieren stromen het meer in: Ignatievska vanuit het noorden, de Konstantinovska-rivier en de Peynerdjikski dol vanuit het zuiden. Het meer is verbonden met de baai van Varna en het Beloslav-meer via kunstmatig uitgegraven kanalen. 
Een deel van de stad Varna ligt aan de oostelijke en noordoostelijke kust, en aan de noordkant liggen de dorpen Ezerovo en Kazashko. Aan de noordelijke oever ligt het grafveld van Varna waar de oudste goudschat ter wereld werd ontdekt. De gevonden voorwerpen worden bewaard in het Archeologisch Museum van Varna.
De oevers zijn gemaakt van tertiaire kalksteen, mergel en zandsteen, waarbij de zuidelijke steil en de noordelijke glooiend zijn. Na het graven van de vaargeul in 1909, die deze met de zee verbond, daalde het peil met 1,4 m en bereikte het zeeniveau, daarom nam het zoutgehalte toe tot 8‰. Met de uitbreiding en verdieping van de vaargeul naar de haven van "Varna-West" in het Beloslav-meer in 1976 nam het zoutgehalte ervan toe tot 15 ‰ aan de oppervlakte en tot 17 ‰ in de onderste waterlagen. In de zomer verschijnt waterstofsulfide in de diepere lagen en dat verdwijnt met het begin van de winter. Hierdoor verkrijgt het meer een dikke laag waterstofsulfideslib dat wordt gebruikt voor de modderbaden. De moerassige kustgebieden drogen op. Aan de noordoostelijke kust, ten oosten van het dorp Kazashko, werd het beschermde gebied "Kazashko" gevormd, en het hele meer valt, samen met Beloslavsko, in het beschermde gebied "Varna-Beloslavsko Meer", dat op 10 februari 2012 als zodanig werd verklaard. .
Het meer wordt gebruikt als vaarkanaal naar de haven van Varna-West. In het meest oostelijke deel verrijst een van de grootste transportfaciliteiten in Bulgarije: de Asparuchov-brug, waarover een 2,7 kilometer lang stuk van de E87 (de lokale Republikeinse Weg I9) passeert. Delen van nog twee wegen van het Republikeinse wegennet lopen langs de noord- en zuidkust: langs de noordkust, een gedeelte van 11 km van Republikeinse Weg III-2008, en langs de zuidkust, een gedeelte van 9,4 km van Republikeinse Weg III-9004.
In vroeger tijden was meer het rijk aan vis. 

## Bathymetrische kenmerken
- Lengte 195 km
- Breedte 1,3 – 3,8 km
- Oppervlakte 19 km²
- Maximale diepte 19 m
- Volume 166 miljoen m³

## Afbeeldingen

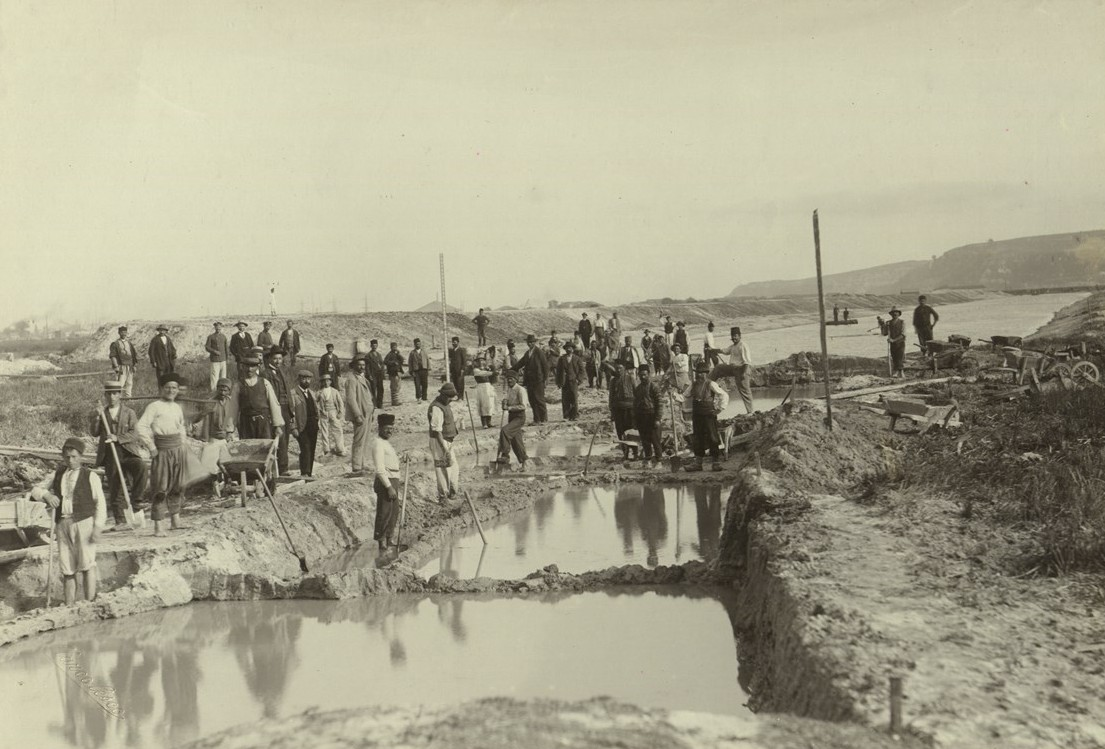
Werknemers tijdens de aanleg van het tijdelijke kanaal tussen het Meer van Varna en de Zwarte Zee
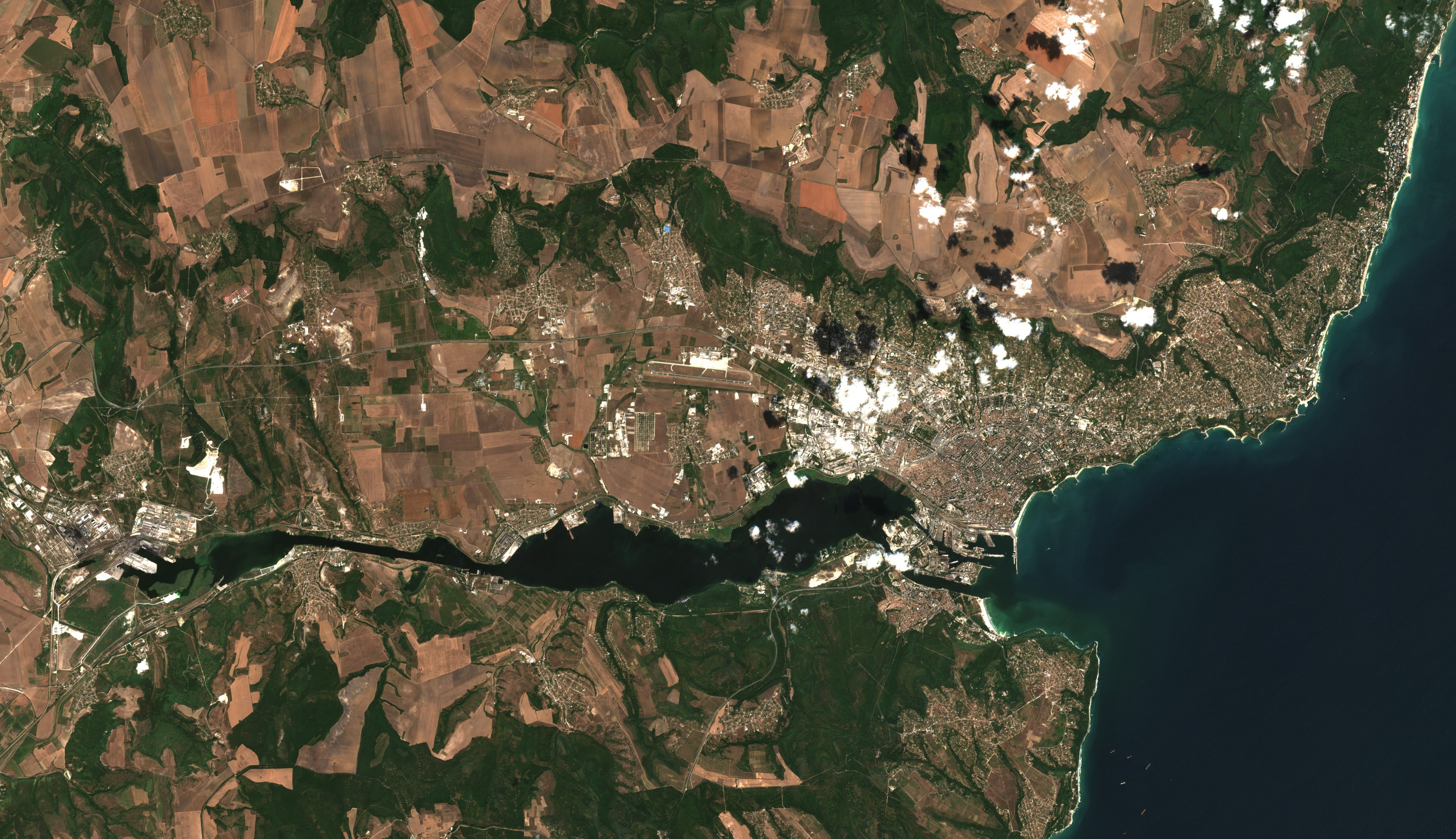
Satellietfoto van Varna en het meer van Varna

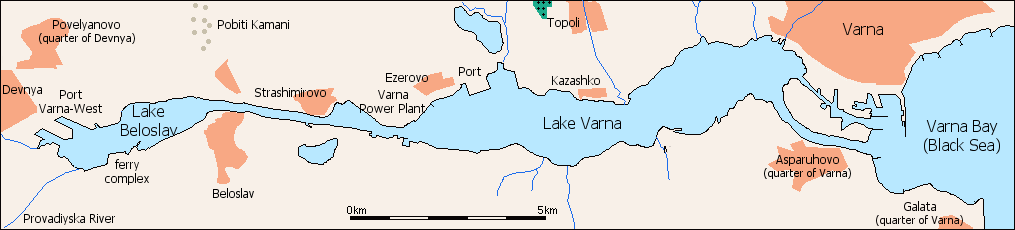
Kaart van het Meer van Varna